# NGC 5846
NGC 5846 é uma galáxia elíptica (E) localizada na direcção da constelação de Virgo. Possui uma declinação de +01° 36' 19" e uma ascensão recta de 15 horas, 06 minutos e 29,0 segundos.
A galáxia NGC 5846 foi descoberta em 24 de Fevereiro de 1786 por William Herschel.